# Ягич, Игнатий Викентьевич
Игнатий (Ватрослав) Викентьевич Я́гич (хорв. Vatroslav Jagić; 6 июля 1838, Вараждин, Хорватия — 5 августа 1923, Вена, Австрия) — хорватский филолог-славист, фольклорист, лингвист, литературовед, историк, палеограф и археограф. Академик Петербургской Академии наук (1880). Один из крупнейших экспертов в области славянского языкознания во второй половине XIX века. Доктор филологии (1870), профессор (1863). Член Югославянской Академии науки и искусств, Русской, Берлинской, Венской, Краковской, Сербской АН, Королевского общества лингвистов Чехии.
Ягич основал первый международный славянский журнал «Archiv für slavische Philologie», редактором которого он был в течение сорока лет; журнал играл роль объединяющего центра в области славяноведения. В Вене И. В. Ягич основал в университете славянский семинарий, сделал его центральной школой славяноведения для молодых ученых из разных стран. Во всех своих научных исследованиях В. Ягич постоянно указывал на необходимость сближения языкознания с историей и теорией славянских литератур — старославянского, древнерусского, сербохорватского, древнеболгарский, а также с изучением их взаимоотношений и связей с византийской литературой.

## Биография
Ватрослав Ягич родился в 1838 году в хорватском городе Вараждин. Начальное образование получал в начальной школе Вараждина, а потом в гимназии города Загреб. Дальнейшее образование Ягич продолжил в Венском университете на философском факультете, окончил который в 1860 году.
После завершения образования он преподавал в Загребской гимназии, где начал публикацию своих статей (первая статья Ягича «Pabirci po cvieću našega narodnogo pjesničtva» — о сербской народной поэзии, была напечатана в приложении к годовому отчёту Загребской гимназии в 1861 году), и в которой получил звание профессора в 1863 году. В 1866 году Ягича избрали членом недавно организованной Юго-славянской Академии наук и искусств. 
В 1869 году он был избран членом Петербургской Академии наук по отделению русского языка и словесности, а в 1870 году по инициативе И. И. Срезневского Санкт-Петербургским университетом ему была присвоена степень доктора славянской филологии. 
С 1872 по 1874 год Ягич преподавал в Новороссийском университете (ныне — Одесский национальный университет имени И. И. Мечникова) сравнительную грамматику индоевропейских языков и санскрита. Одесса ему не понравилась и прожив в ней год Ягич писал, что «лучше быть учителем в Загребе, чем ординарным профессором в Одессе». 
С 1874 по 1880 год он возглавлял кафедру славянской филологии в Берлинском университете. Видимо причиной недовольства Одессой было недостаточное материальное обеспечение. В 1876 году Ягичу предложили вернуться в Одессу, но он заявил, что не может «решиться перейти назад в Одессу без надлежащей рекомпенсации». Берлин ему тоже не особо нравился. Ягич писал, что достоинством работы в этом городе является то, что он занимается своими прямыми обязанностями, утверждая, что «во всем остальном» предпочитает «Одессу Берлину, а о немцах уже нечего говорить».

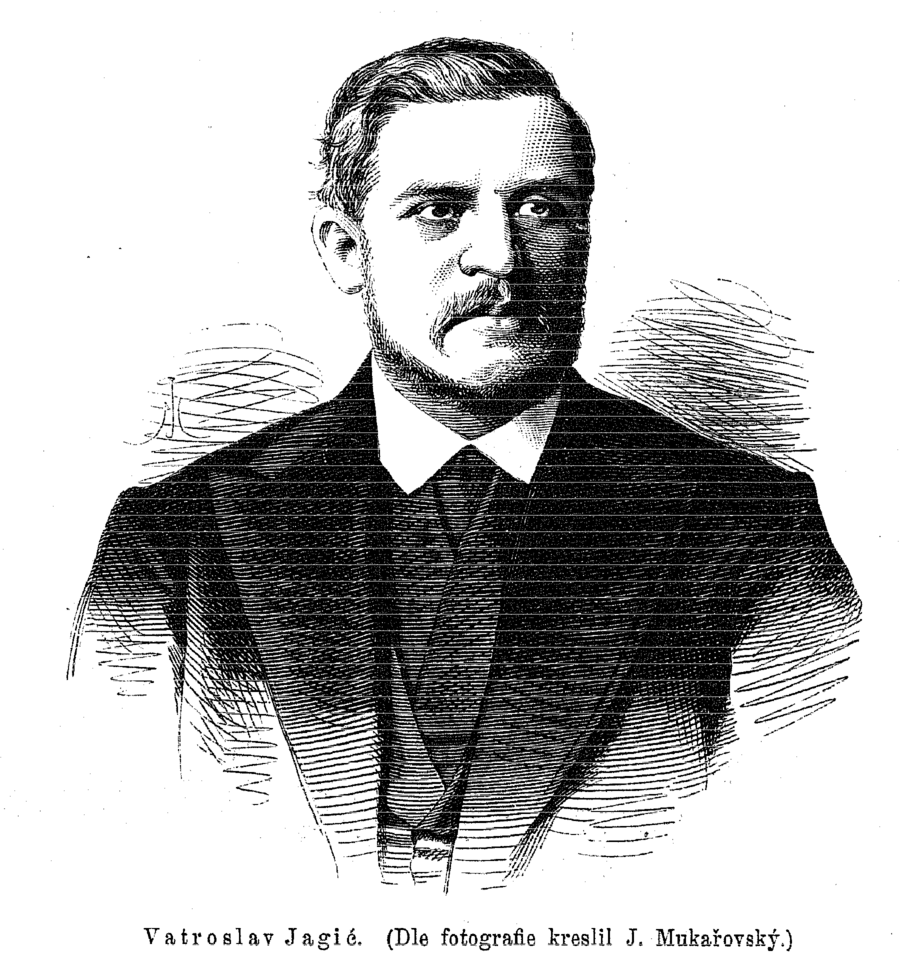
Ватрослав Ягич, 1877 год

После смерти Измаила Срезневского кандидатура Ягича была выдвинута на замещение должности руководителя кафедры Петербургского университета, которую возглавлял Срезневский. С 1880 по 1886 год Ягич являлся профессором церковнославянского и русского языков в университете, а кроме того преподавал на Высших женских курсах и в Археологическом институте Калачова. В России Ягич опять был недоволен жизнью. Он писал: «Принимая во внимание наше католическое вероисповедание, в России мы были чужды и православным русским, и протестантам немцам, хотя по образу жизни, принятому в нашей семье, мы были намного ближе немцам, чем русским». Однако ученому удалось завести большое количество знакомств и даже посетить ряд городов — Москву, Ярославль, Кострому и Боровичи. Он активно занимался как преподаванием, так и исследовательской деятельностью, для чего работал в Хлюдовской библиотеке старообрядческого Преображенского монастыря, библиотеках Святейшего Синода и Московской типографии.
В 1886 году Ягич стал профессором Венского университета, в котором преподавал до 1908 года. Свой отъезд из России он объяснил министру народного просвещения Делянову материальными затруднениями и невозможностью много времени уделять научной работе: «Я в самом деле уже устал читать множество лекций в разных учебных заведениях для того, чтобы приобретать средства, необходимые для поддержки моей семьи и воспитания детей, — это невыгодно отражается на моей научной деятельности, стесняя её». Правда ученый не разорвал связей с Россией и особенно любил Москву, куда приезжал в 1891 году. Об этой поездке Ягич вспоминал: «это было почти нечто большее, как очень приятный сон, мое кратковременное пребывание в России. Меня тянуло туда, как всегда, вернулся я домой с некоторой грустью, причины которой излагать не стану».
С 1903 года Игнатий Викентьевич Ягич был действующим членом Научного общества имени Т. Шевченка.

## Научная деятельность
Научные интересы Ягича были достаточно разнообразными. После окончания Венского университета, научная деятельность, в основном, была посвящена проблемам сербохорватского языка, литературы и фольклора хорватов и сербов. Научная работа одесского периода отразилась преданностью славянской филологии, палеославистике: он изучал старославянские (Хиландарские листки), болгарские («Слово о апостоле Павле в Дамаскине XVII в.»), сербские («Житие Стефана Лазаревича») рукописи. Был одним из основателей и организаторов научного сравнительного языкознания в Одессе. Эти годы для И. В. Ягича были отмечены знакомством с языками (особенно с русским, на котором велось преподавание), культурой, бытом и обычаями восточных славян.
В Берлине им было издано Зографское Евангелие (1879), а также был основан первый международный славянский журнал «Archiv für slavische Philologie» (1875-1929) — один из лучших в конце XIX в., редактором которого он был в течение сорока лет. Журнал играл роль объединяющего центра в области славяноведения.
В Петербурге начал попытки осуществления своих широких планов, в том числе — создание сравнительного словаря славянских языков.
В Вене И. В. Ягич основал в университете славянский семинарий, сделал его центральной школой славяноведения для молодых ученых из разных стран. Хотя в научном наследии И. В. Ягича доминирует палеославистическая проблематика, он оставил важные работы, посвященные новой литературе южных славян, писал о фольклоре и обычаях славян. Как отмечал В. В. Виноградов, И. В. Ягич стремился в своих трудах охватить все славянство, культурные и языковые явления всех славянских народов.
Во всех своих научных исследованиях В. Ягич постоянно указывал на необходимость сближения языкознания с историей и теорией славянских литератур — старославянской, древнерусской, сербохорватской, древнеболгарской, а также с изучением их взаимоотношений и связей с византийской литературой.

Что все русские наречия в отношении к прочим славянским языкам (кому не нравится выражение «наречие», может заменить его словом «язык», — в науке это второстепенное дело) составляют одно целое, отличающееся многими замечательными чертами внутреннего единства, это для языковедов не представляет спорного вопроса.
— Archiv für Slavische Philologie, 1898. Bd. ХХ. 1. 33
Интерпретируя филологическую аргументацию «паннонской теории» И. В. Ягич в 1885 году так оценил вклад Франца Миклошича в разработку кирилло-мефодиевской проблемы: «он ли первый точно определил древнейший, так называемый паннонский тип церковнославянского языка?».